# San Benito (Yucatán)
San Benito ist ein Ort im mexikanischen Bundesstaat Yucatán.

## Lage und Klima
San Benito liegt etwa 18 km nordöstlich von Ixil und 25 km östlich von Progreso am Golf von Mexiko im schwülheißen Klima der Karibik.

## Wirtschaftsgeschichte
Bei San Benito gab es Salzpfannen, die mindestens seit der Frühzeit der Kolonialisierung in Gebrauch waren. Die Salzgewinnung war in San Benito ein wichtiger Wirtschaftszweig, aber die Gebäude dienten vor allem als Umschlagplatz für Henequen, den weichen verspinnbaren Fasern von Agaven.
Vom großen Henequen-Lagerhaus (Bodega), die dem von Xtul ähnlich war, sind nur noch die Fundamente und ein Stück Mauer übrig. Es war etwa 58 m lang und 9 m breit. An der Westseite befand sich ein großer Wasserspeicher (Algibe), in dem das Regenwasser vom Dach der Bodega gesammelt wurde. Im Osten und Süden gibt es noch Überreste von Fundamenten mehrerer strohgedeckter Wohnhäuser für die Aufseher und für die Arbeiter und ihre Familien. Alle Strukturen des Hafens wurden 1988 durch den Wirbelsturm Gilbert zerstört.
Südlich des Hauptgebäudes sind die Spuren eines ummauerten Geländes zu sehen, das als Pferch für die Maultiere diente, die die Wagen der Feldbahn (Tranvía) zogen. Die Feldbahn begann an der Hazienda Timul, 15,5 km im Landesinneren, führte an einigen Relaisstationen mit Maultierkoppeln vorbei, überquerte den Küstensumpf auf einem Damm und erreichte San Benito zwischen dem Hauptgebäudes und dem Haus des Aufsehers, um dann auf einem 100 m langen Steg in den Golf hinauszufahren.
Wie viele andere Haziendas im Landesinneren war auch Timul mit mehreren benachbarten Haziendas im Landesinneren verbunden, und San Benito diente als Umschlagplatz für den Henequen mehrerer Plantagen. Timul und San Benito befanden sich im Besitz der Familie Campos aus Motul, die auch andere Haziendas in der Region besaß.
Die früheste Erwähnung von San Benito stammt aus dem Jahr 1914, als die Besitzer von Timul mehrere Gäste im Hafen bewirteten. Sie erreichten den Hafen offensichtlich mit der Feldbahn, so dass der Hafen höchstwahrscheinlich einige Jahre vor diesem Datum gebaut wurde.
In San Benito lebten 1918 nur „sehr wenige Menschen“.
Die Feldbahnstrecke ist in einer Regierungskarte von 1928 verzeichnet. Der Hafen wurde um 1960 aufgegeben. In den 1960er Jahren lag noch ein hölzernes Boot (Canoa), das für den Transport von Henequen verwendet wurde, verlassen am Strand.